# باتريك فرنسيس (كاتب)
باتريك فرنسيس (بالإنجليزية: Patrick Francis)‏ هو فنان وكاتب أسترالي، ولد في 1991.